# Zofia Kołakowska
Zofia Kołakowska (* 20. September 1948 in Warschau als Zofia Siennicka) ist eine ehemalige polnische Leichtathletin, die sich auf den Mittelstreckenlauf fokussiert hat.

## Sportliche Laufbahn
Erste internationale Erfahrungen sammelte Zofia Kołakowska im Jahr 1969, als sie bei den Europäische Hallenspielen in Belgrad in 2:10,8 min den fünften Platz im 800-Meter-Lauf belegte und mit der Runden-Staffel in 1:14,0 min die Silbermedaille hinter dem sowjetischen Team gewann. Im September schied sie bei den Europameisterschaften in Athen mit 2:07,4 min im Vorlauf über 800 Meter aus und kam auch im 1500-Meter-Lauf mit 4:25,4 min nicht über die Vorrunde hinaus. Im Jahr darauf gewann sie bei den Halleneuropameisterschaften in Wien in 2:07,6 min die Bronzemedaille über 800 Meter hinter der Österreicherin Maria Sykora und Ljudmila Bragina aus der Sowjetunion. Bei den Crosslauf-Weltmeisterschaften 1975 in Rabat wurde sie 24. und im Jahr darauf lief sie bei den Crosslauf-Weltmeisterschaften in Chepstow nach 17:41 min auf Rang 37 ein. Anschließend trat sie international nicht mehr in Erscheinung.
In den Jahren 1968 und 1969 wurde Kołakowska polnische Meisterin im 800-Meter-Lauf sowie 1968, 1969 und 1972 über 1500 Meter. 1969 und 1970 wurde sie zudem Landesmeisterin in der 4-mal-400-Meter-Staffel und im Crosslauf.